# スポロゴニー
スポロゴニー（英: sporogony）は単細胞寄生生物の生殖相の1つで、接合子から次の宿主に感染するための細胞を形成する過程。スポロゴニーを行う細胞をスポロント(sporont)、スポロゴニーの結果「胞子」の中に生じる感染性細胞をスポロゾイト（種虫、sporozoite）という。かつての胞子虫について使われた用語であり、現在はアピコンプレックス門、ミクソゾア、微胞子虫などについて使われている。

## アピコンプレックス門
アピコンプレックス門では、接合後直ちに減数分裂を行いスポロゴニーを行う。
コクシジウム類では接合子が被嚢したものをスポロントと呼び、その後細胞分裂によって複数のスポロブラスト (sporoblast)ができる。スポロブラストは再び被嚢してスポロシストとなり、その後細胞分裂によって内部に複数のスポロゾイトができる。こうして生じた構造をオーシストと呼んでいる。スポロシストはさまざまな環境条件に抵抗性を持ち、次の個体へスポロゾイトを伝播させる際に役立っている。グレガリナ類ではオーシストの中に直接スポロゾイトが生じる場合が多く、住血胞子虫やピロプラズマでは環境耐性をもった構造は生じない。
例えばマラリア原虫は蚊の中腸で接合し、生じたオーキネート（運動能を持つ接合子）が上皮細胞へ侵入してスポロゴニーを行う。生じたオーシストはまもなく破裂してスポロゾイトを放出し、これが唾液腺に集合し、蚊が吸血する際に唾液と共に宿主体内へ侵入して感染が成立する。